# Francisco Guerau
Francisco Guerau (Maiorca, 1649 – Madrid, 1722) foi um proeminente compositor barroco de Espanha.
Nascido em Maiorca, ingressou na escola de canto do Colegio Real, em Madrid, no ano de 1659, tornando-se, depois, membro da Capela Real e, dez anos depois, um melhores compositores que a Espanha já tivera até então.
Foi, em 1693, nomeado para a Real Câmara do Rei Carlos II de Espanha, tendo também, a partir de 1701, leccionado violino, piano e canto.
São hoje relativamente conhecidas algumas das suas muitas peças. Todavia, algumas dúvidas pairam, nos dias de hoje, sobre algumas partes da vida deste compositor, tal como o ano certo do seu falecimento. Crê-se, pois, ter morrido em Madrid no ano de 1722.